# Mathieu Cachbach
Mathieu Cachbach (sinh ngày 23 tháng 5 năm 2001) là cầu thủ bóng đá chuyên nghiệp người Bỉ. Anh hiện đang thi đấu ở vị trí tiền vệ cho câu lạc bộ Seraing.

## Sự nghiệp thi đấu
Vào ngày 31 tháng 8 năm 2022, Cachbach quay trở lại Seraing bằng bản hợp đồng có thời hạn 2 năm.

## Danh hiệu
Metz B
- Championnat National 3: 2019–20[3]